# British Dyslexia Association
Die British Dyslexia Association ist eine gemeinnützige Organisation, die sich für die Interessen von Personen und angehörigen mit Legasthenie einsetzt. Sie wurde 1972 gegründet und hat innerhalb von Großbritannien ihren Tätigkeitsbereich in England, Wales und Nord Irland. Sie versucht neben der Unterstützung durch Beratung von betroffenen, für eine Legasthenie freundliche Gesellschaft zu Lobbyieren. Außerdem dient sie als Austauschplattform für Wissenschaft und Forschung. Sie ist Mitglied von der EDA und der IDA.
Der Verein hat drei haupt Zielsetzungen: 
1. Schulen ermutigen, Legasthenie-freundlich zu werden.
2. Verringerung der Zahl der Legasthenen Jugendlichen die Straffällig werden.
3. Legasthene Menschen in die Lage versetzen, ihr Potential am Arbeitsplatz auszuschöpfen.

Die BDA wahr an der Gründung einer All-Party Group im Britischen Parlament beteiligt, in welcher über das Thema aufgeklärt wird.